# Пуйкэ, Маричика
Маричика Пуйкэ (рум. Maricica Puică, р.29 июля 1950), девичья фамилия Лука (рум. Luca) — румынская легкоатлетка, олимпийская чемпионка и чемпионка мира.
Родилась в 1950 году в Яссах. В 1976 году приняла участие в состязаниях на дистанции 1500 м на Олимпийских играх в Монреале, но медалей не завоевала. В 1978 году завоевала бронзовую медаль чемпионата мира по бегу по пересечённой местности и заняла 4-е место на чемпионате Европы. В 1980 году приняла участие в состязаниях на дистанции 1500 м на Олимпийских играх в Москве, но стала лишь 7-й. В 1982 году стала серебряной призёркой чемпионата Европы на дистанции 3000 м. В 1984 году стала чемпионкой мира в беге по пересечённой местности, а на Олимпийских играх в Лос-Анджелесе завоевала золотую (3000 м) и бронзовую (1500 м) медали. В 1986 году вновь стала серебряной призёркой чемпионата Европы на дистанции 3000 м. В 1987 году стала серебряной призёркой чемпионата мира и бронзовой призёркой чемпионата мира в помещении. В 1988 году приняла участие в Олимпийских играх в Сеуле, но наград не завоевала. В 1989 году стала бронзовой призёркой чемпионата Европы в помещении.